# Convocazioni per il campionato mondiale maschile under 20 di calcio 2003
Elenco dei giocatori convocati da ciascuna Nazionale partecipante ai Mondiali di calcio Under-20 2003.

## Gruppo A

### Burkina Faso
Commissario tecnico:  Mart Nooij
| N. | Pos. | Giocatore             | Data nascita (età)          | Pres. | Squadra                    |
| -- | ---- | --------------------- | --------------------------- | ----- | -------------------------- |
| 1  | P    | Daouda Diakité        | 30 marzo 1983 (20 anni)     |       | Étoile Filante Ouagadougou |
| 2  | C    | Saybou Diallo         | 21 settembre 1983 (20 anni) |       | ASF Bobo                   |
| 3  | D    | Daouda Kinda          | 28 ottobre 1986 (17 anni)   |       | Kadiogo                    |
| 4  | C    | Saïdou Panandétiguiri | 22 marzo 1984 (19 anni)     |       | Bordeaux                   |
| 5  | D    | Salif Nogo            | 31 dicembre 1986 (16 anni)  |       | Ouagadougou                |
| 6  | D    | Jeannot Bouyain       | 29 marzo 1985 (18 anni)     |       | Kadiogo                    |
| 7  | D    | Amadou Coulibaly      | 30 dicembre 1984 (18 anni)  |       | ASF Bobo-Dioulasso         |
| 8  | C    | Boureima Maïga        | 15 novembre 1983 (20 anni)  |       | Lokeren                    |
| 9  | A    | Aristide Bancé        | 19 settembre 1984 (19 anni) |       | Lokeren                    |
| 10 | C    | Abdoul-Aziz Nikiema   | 12 giugno 1985 (18 anni)    |       | Bordeaux                   |
| 11 | A    | Djibril Compaoré      | 1º agosto 1983 (20 anni)    |       | ASFA Yennenga              |
| 12 | D    | Soumaila Tassembedo   | 27 novembre 1983 (20 anni)  |       | Étoile Filante Ouagadougou |
| 13 | D    | Boureima Ouattara     | 13 gennaio 1984 (19 anni)   |       | ASF Bobo                   |
| 14 | C    | Roland Sanou          | 24 maggio 1983 (20 anni)    |       | ASF Bobo                   |
| 15 | C    | Ousseni Zongo         | 6 agosto 1984 (19 anni)     |       | Anderlecht                 |
| 16 | P    | Dieudonné Yarga       | 24 febbraio 1986 (17 anni)  |       | ASFA Yennenga              |
| 17 | A    | Hamado Ouedraogo      | 17 marzo 1983 (20 anni)     |       | Lokeren                    |
| 18 | C    | Amara Ahmed Ouattara  | 21 ottobre 1983 (20 anni)   |       | ASEC Mimosas               |
| 19 | A    | Ibrahim Kaboré        | 5 settembre 1984 (19 anni)  |       | Étoile Filante Ouagadougou |
| 20 | A    | Seydou Barro          | 5 aprile 1984 (19 anni)     |       | Étoile Filante Ouagadougou |

### Panama
Commissario tecnico:  Gary Stempel
| N. | Pos. | Giocatore         | Data nascita (età)          | Pres. | Squadra             |
| -- | ---- | ----------------- | --------------------------- | ----- | ------------------- |
| 1  | P    | Carlos Valdez     | 2 luglio 1984 (19 anni)     |       | Chiriquí            |
| 2  | D    | Miguel Olivares   | 3 agosto 1984 (19 anni)     |       | Arabe Unido         |
| 3  | D    | Armando Gun       | 17 gennaio 1986 (17 anni)   |       | Chepo               |
| 4  | C    | Juan Ramón Solís  | 14 giugno 1984 (19 anni)    |       | San Francisco       |
| 5  | D    | Joel Solanilla    | 24 dicembre 1983 (19 anni)  |       | Patriotas           |
| 6  | C    | Gabriel Gómez     | 29 maggio 1984 (19 anni)    |       | Envigado            |
| 7  | A    | Jair Carrasquilla | 27 aprile 1984 (19 anni)    |       | Tauro               |
| 8  | A    | Cristian Vega     | 2 aprile 1985 (18 anni)     |       | Tauro               |
| 9  | A    | Orlando Rodríguez | 9 agosto 1984 (19 anni)     |       | Arabe Unido         |
| 10 | C    | James Brown       | 28 febbraio 1983 (20 anni)  |       | Atlético Veragüense |
| 11 | C    | Rodrigo Tello     | 13 agosto 1983 (20 anni)    |       | Arabe Unido         |
| 12 | P    | José Calderón     | 14 agosto 1985 (18 anni)    |       | Chepo               |
| 13 | A    | César Aguilar     | 6 dicembre 1984 (18 anni)   |       | San Francisco       |
| 14 | D    | Irving Bailey     | 13 gennaio 1984 (19 anni)   |       | Alianza             |
| 15 | A    | René Cohn         | 18 febbraio 1983 (20 anni)  |       | Plaza Amador        |
| 16 | C    | Jean McLean       | 16 gennaio 1984 (19 anni)   |       | Chiriquí Province   |
| 17 | C    | Kairo Martínez    | 23 settembre 1983 (20 anni) |       | Arabe Unido         |
| 18 | C    | Ángel Lombardo    | 13 febbraio 1983 (20 anni)  |       | Plaza Amador        |
| 19 | D    | Édgar Tem         | 29 gennaio 1984 (19 anni)   |       | Alianza             |
| 20 | C    | Hanamell Hill     | 12 marzo 1986 (17 anni)     |       | Bocas Express       |

### Slovacchia
Commissario tecnico: Peter Polak
| N. | Pos. | Giocatore       | Data nascita (età)         | Pres. | Squadra               |
| -- | ---- | --------------- | -------------------------- | ----- | --------------------- |
| 1  | P    | Peter Kostoláni | 6 febbraio 1983 (20 anni)  |       | FC Družstevník Báč    |
| 2  | D    | Marek Kostoláni | 6 febbraio 1983 (20 anni)  |       | Nitra                 |
| 3  | C    | Marek Bakoš     | 15 aprile 1983 (20 anni)   |       | Matador Púchov        |
| 4  | D    | Marek Čech      | 26 gennaio 1983 (20 anni)  |       | Inter Bratislava      |
| 5  | D    | Roman Konečný   | 25 luglio 1983 (20 anni)   |       | Spartak Trnava        |
| 6  | C    | Marián Kurty    | 13 maggio 1983 (20 anni)   |       | Ružomberok            |
| 7  | A    | Milan Ivana     | 26 novembre 1983 (20 anni) |       | Trenčín               |
| 8  | C    | Tomáš Bruško    | 21 febbraio 1983 (20 anni) |       | Vorskla Poltava       |
| 9  | A    | Filip Šebo      | 24 febbraio 1984 (19 anni) |       | Inter Bratislava      |
| 10 | A    | Juraj Halenár   | 28 giugno 1983 (20 anni)   |       | Inter Bratislava      |
| 11 | A    | Filip Hološko   | 17 gennaio 1984 (19 anni)  |       | Slovan Liberec        |
| 12 | P    | Dušan Perniš    | 28 novembre 1984 (18 anni) |       | Dubnica               |
| 13 | C    | Štefan Zošák    | 3 aprile 1984 (19 anni)    |       | Ružomberok            |
| 14 | C    | Kamil Kopúnek   | 18 maggio 1984 (19 anni)   |       | Spartak Trnava        |
| 15 | C    | Dušan Miklas    | 7 febbraio 1983 (20 anni)  |       | Trenčín               |
| 16 | D    | Miloš Brezinský | 2 aprile 1984 (19 anni)    |       | Slovan Liberec        |
| 17 | C    | Ľubomír Gajdoš  | 20 luglio 1983 (20 anni)   |       | 1. FC Košice          |
| 18 | C    | Igor Žofčák     | 10 aprile 1983 (20 anni)   |       | Ružomberok            |
| 19 | C    | Viktor Pečovský | 24 maggio 1983 (20 anni)   |       | Dukla Banská Bystrica |
| 20 | D    | Ľubomír Guldan  | 30 gennaio 1983 (20 anni)  |       | Koba Senec            |

### Emirati Arabi Uniti
Commissario tecnico:  Jean François Jodar
| N. | Pos. | Giocatore        | Data nascita (età)         | Pres. | Squadra             |
| -- | ---- | ---------------- | -------------------------- | ----- | ------------------- |
| 1  | P    | Salem Abdulla    | 18 gennaio 1984 (19 anni)  |       | Al-Shabab           |
| 2  | D    | Abdulla Ahmad    | 18 marzo 1983 (20 anni)    |       | Dubai Club          |
| 3  | C    | Yousif Jaber     | 25 febbraio 1985 (18 anni) |       | Bani Yas            |
| 4  | C    | Ahmed Abdulla    | 28 aprile 1984 (19 anni)   |       | Al-Wahda            |
| 5  | D    | Ali Al-Zaabi     | 8 giugno 1985 (18 anni)    |       | Al-Wahda            |
| 6  | D    | Tariq Hassan     | 18 marzo 1983 (20 anni)    |       | Al Wasl FC          |
| 7  | C    | Ali Al-Wehaibi   | 27 ottobre 1983 (20 anni)  |       | Al Ain Club         |
| 8  | D    | Saad Mubarak     | 5 maggio 1983 (20 anni)    |       | Bani Yas            |
| 9  | C    | Redha Abdulhadi  | 1º gennaio 1983 (20 anni)  |       | Al-Jazira           |
| 10 | A    | Ismail Matar     | 7 aprile 1983 (20 anni)    |       | Al-Wahda            |
| 11 | A    | Saleh Hamad      | 1º gennaio 1984 (19 anni)  |       | Al-Wahda            |
| 12 | D    | Salem Zayed      | 25 aprile 1983 (20 anni)   |       | Al-Wahda            |
| 13 | A    | Darwush Ahmad    | 1º luglio 1984 (19 anni)   |       | Al Nasr             |
| 14 | C    | Majid Abdulla    | 23 marzo 1984 (19 anni)    |       | Al-Ittihad Kalba SC |
| 15 | A    | Shehab Ahmed     | 29 marzo 1984 (19 anni)    |       | Al Ain Club         |
| 16 | C    | Juma Ali         | 29 aprile 1983 (20 anni)   |       | Al Khaleej          |
| 17 | P    | Ismail Rabee     | 11 gennaio 1983 (20 anni)  |       | Al-Shabab           |
| 18 | D    | Abdulla Malallah | 5 luglio 1983 (20 anni)    |       | Emirates Club       |
| 19 | A    | Mohamed Malallah | 1º aprile 1984 (19 anni)   |       | Al Khaleej          |
| 20 | A    | Ali Sultan       | 29 gennaio 1983 (20 anni)  |       | Al Ain Club         |

## Gruppo B

### Argentina
Commissario tecnico: Hugo Tocalli
| N. | Pos. | Giocatore           | Data nascita (età)          | Pres. | Squadra            |
| -- | ---- | ------------------- | --------------------------- | ----- | ------------------ |
| 1  | P    | Gustavo Eberto      | 30 agosto 1983 (20 anni)    |       | Boca Juniors       |
| 2  | D    | Gonzalo Rodríguez   | 10 aprile 1984 (19 anni)    |       | San Lorenzo        |
| 3  | D    | Osmar Ferreyra      | 9 gennaio 1983 (20 anni)    |       | River Plate        |
| 4  | D    | Mauricio Romero     | 13 gennaio 1983 (20 anni)   |       | Lanús              |
| 5  | C    | Javier Mascherano   | 8 giugno 1984 (19 anni)     |       | River Plate        |
| 6  | D    | Leandro Fernández   | 30 gennaio 1983 (20 anni)   |       | Newell's Old Boys  |
| 7  | C    | Pablo Zabaleta      | 16 gennaio 1985 (18 anni)   |       | San Lorenzo        |
| 8  | C    | Hugo Colace         | 6 gennaio 1984 (19 anni)    |       | Argentinos Juniors |
| 9  | A    | Fernando Cavenaghi  | 21 settembre 1983 (20 anni) |       | River Plate        |
| 10 | A    | Carlos Tévez        | 5 febbraio 1984 (19 anni)   |       | Boca Juniors       |
| 11 | C    | Marcelo Carrusca    | 1º settembre 1983 (20 anni) |       | Estudiantes        |
| 12 | P    | Mariano Barbosa     | 27 luglio 1984 (19 anni)    |       | Banfield           |
| 13 | D    | Joel Barbosa        | 15 gennaio 1983 (20 anni)   |       | Boca Juniors       |
| 14 | D    | Jonathan Bottinelli | 14 settembre 1984 (19 anni) |       | San Lorenzo        |
| 15 | D    | Walter García       | 14 marzo 1984 (19 anni)     |       | San Lorenzo        |
| 16 | C    | Neri Cardozo        | 8 agosto 1986 (17 anni)     |       | Boca Juniors       |
| 17 | C    | José Sosa           | 19 giugno 1985 (18 anni)    |       | Estudiantes        |
| 18 | C    | Walter Montillo     | 14 aprile 1984 (19 anni)    |       | San Lorenzo        |
| 19 | A    | Germán Herrera      | 19 luglio 1983 (20 anni)    |       | Rosario Central    |
| 20 | A    | Franco Cángele      | 16 luglio 1984 (19 anni)    |       | Boca Juniors       |

### Mali
Commissario tecnico: Mamadou Coulibaly
| N. | Pos. | Giocatore           | Data nascita (età)          | Pres. | Squadra      |
| -- | ---- | ------------------- | --------------------------- | ----- | ------------ |
| 1  | P    | Soumbeïla Diakité   | 25 agosto 1984 (19 anni)    |       | Stade Malien |
| 2  | C    | Moussa Bagayoko     | 10 gennaio 1985 (18 anni)   |       | Djoliba      |
| 3  | D    | Daouda Bagayoko     | 10 maggio 1985 (18 anni)    |       | Stade Malien |
| 4  | D    | Boucader Diallo     | 14 settembre 1984 (19 anni) |       | Stade Malien |
| 5  | D    | Boubacar Koné       | 21 agosto 1984 (19 anni)    |       | Bamako       |
| 6  | D    | Alhassane Touré     | 5 febbraio 1984 (19 anni)   |       | Schaffhausen |
| 7  | C    | Mamadi Berthe       | 17 gennaio 1983 (20 anni)   |       | Sedan        |
| 8  | C    | Mamoutou Coulibaly  | 23 febbraio 1984 (19 anni)  |       | Auxerre      |
| 9  | A    | Youssouf Diallo     | 24 dicembre 1984 (18 anni)  |       | Créteil      |
| 10 | A    | Alain Traoré        | 11 luglio 1984 (19 anni)    |       | Stade Malien |
| 11 | D    | Souleymane Dembélé  | 3 settembre 1984 (19 anni)  |       | Stade Malien |
| 12 | C    | Drissa Diakité      | 18 febbraio 1985 (18 anni)  |       | Djoliba      |
| 13 | A    | Bakary Coulibaly    | 11 aprile 1984 (19 anni)    |       | Djoliba      |
| 14 | D    | Sekou Coulibaly     | 3 febbraio 1983 (20 anni)   |       | Lorient      |
| 15 | C    | Mamadou Diakité     | 22 maggio 1985 (18 anni)    |       | Metz         |
| 16 | A    | Siere Hadrien Touré | 12 maggio 1985 (18 anni)    |       | Lyon         |
| 17 | C    | Drissa Diarra       | 7 luglio 1985 (18 anni)     |       | Lecce        |
| 18 | C    | Kalifa Cissé        | 9 gennaio 1984 (19 anni)    |       | Toulouse     |
| 19 | D    | Mahamet Diagouraga  | 8 gennaio 1984 (19 anni)    |       | Chievo       |
| 20 | P    | Mamadou Coulibaly   | 7 dicembre 1987 (15 anni)   |       | Real Bamako  |

### Spagna
Commissario tecnico: José Ufarte
| N. | Pos. | Giocatore         | Data nascita (età)         | Pres. | Squadra             |
| -- | ---- | ----------------- | -------------------------- | ----- | ------------------- |
| 1  | P    | Miguel Ángel Moyà | 2 aprile 1984 (19 anni)    |       | Mallorca            |
| 2  | D    | Alexis            | 4 agosto 1985 (18 anni)    |       | Málaga              |
| 3  | D    | Carlos Peña       | 28 luglio 1983 (20 anni)   |       | Barcelona           |
| 4  | D    | Carlos García     | 29 aprile 1984 (19 anni)   |       | Espanyol            |
| 5  | D    | Melli             | 6 giugno 1984 (19 anni)    |       | Real Betis          |
| 6  | C    | Vitolo            | 9 settembre 1983 (20 anni) |       | Racing de Santander |
| 7  | C    | Coro              | 5 gennaio 1983 (20 anni)   |       | Espanyol            |
| 8  | C    | Andrés Iniesta    | 11 maggio 1984 (19 anni)   |       | Barcelona           |
| 9  | A    | Sergio García     | 9 giugno 1983 (20 anni)    |       | Barcelona           |
| 10 | A    | Manu del Moral    | 25 febbraio 1984 (19 anni) |       | Atlético Madrid     |
| 11 | C    | Jaime Gavilán     | 12 maggio 1985 (18 anni)   |       | Valencia            |
| 12 | D    | Iago Bouzón       | 17 marzo 1983 (20 anni)    |       | Celta de Vigo       |
| 13 | P    | Asier Riesgo      | 6 ottobre 1983 (20 anni)   |       | Eibar               |
| 14 | A    | Javier Arizmendi  | 3 marzo 1984 (19 anni)     |       | Atlético Madrid     |
| 15 | D    | Álex Goikoetxea   | 8 giugno 1983 (20 anni)    |       | Athletic Bilbao     |
| 16 | C    | Gabi              | 10 luglio 1983 (20 anni)   |       | Atlético Madrid     |
| 17 | C    | Juanfran          | 9 gennaio 1985 (18 anni)   |       | Real Madrid         |
| 18 | C    | Jorge Pina        | 28 febbraio 1983 (20 anni) |       | Real Zaragoza       |
| 19 | C    | Manuel Tello      | 16 febbraio 1984 (19 anni) |       | Real Madrid         |
| 20 | P    | Rubén             | 22 giugno 1984 (19 anni)   |       | Barcelona           |

### Uzbekistan
Commissario tecnico: Viktor Borisov
| N. | Pos. | Giocatore               | Data nascita (età)         | Pres. | Squadra            |
| -- | ---- | ----------------------- | -------------------------- | ----- | ------------------ |
| 1  | P    | Temur Ganiev            | 27 gennaio 1984 (19 anni)  |       | Metallurg Donetsk  |
| 2  | D    | Shavkat Raimqulov       | 7 maggio 1984 (19 anni)    |       | Traktor Tashkent   |
| 3  | D    | Rustam Kadirov          | 27 luglio 1983 (20 anni)   |       | Mash'al Mubarek    |
| 4  | D    | Yaroslav Krushelnitskiy | 16 marzo 1983 (20 anni)    |       | Pakhtakor          |
| 5  | D    | Muzaffar Holikov        | 7 ottobre 1984 (19 anni)   |       | Qyzylqum Zarashfan |
| 6  | C    | Jasur Hasanov           | 2 agosto 1983 (20 anni)    |       | Navbahor Namangan  |
| 7  | C    | Mansurjon Saidov        | 1º novembre 1983 (20 anni) |       | Neftchy Farg'ona   |
| 8  | C    | Nodirbek Quziboyev      | 17 febbraio 1985 (18 anni) |       | Neftchy Farg'ona   |
| 9  | A    | Alexander Geynrikh      | 6 ottobre 1984 (19 anni)   |       | CSKA Moscow        |
| 10 | C    | Ilyos Zeytullayev       | 13 agosto 1984 (19 anni)   |       | Juventus           |
| 11 | C    | Ildar Magdeev           | 11 aprile 1984 (19 anni)   |       | Pakhtakor          |
| 12 | P    | Ignatiy Nesterov        | 20 giugno 1983 (20 anni)   |       | Pakhtakor          |
| 13 | D    | Kamoliddin Tajiev       | 3 maggio 1983 (20 anni)    |       | Pakhtakor          |
| 14 | A    | Marat Bikmaev           | 1º gennaio 1986 (17 anni)  |       | Pakhtakor          |
| 15 | A    | Konstantin Boyev        | 15 novembre 1983 (20 anni) |       | Mash'al Mubarek    |
| 16 | A    | Bakhriddin Vakhobov     | 23 gennaio 1983 (20 anni)  |       | Pakhtakor          |
| 17 | D    | Vladimir Anikin         | 5 marzo 1983 (20 anni)     |       | Neftchy Farg'ona   |
| 18 | D    | Islom Inomov            | 30 maggio 1984 (19 anni)   |       | Buxoro             |
| 19 | D    | Timur Sultanov          | 2 marzo 1984 (19 anni)     |       | Navbahor Namangan  |
| 20 | D    | Ilhom Suyunov           | 17 maggio 1983 (20 anni)   |       | Mash'al Mubarek    |

## Gruppo C

### Australia
Commissario tecnico: Ange Postecoglou
| N. | Pos. | Giocatore        | Data nascita (età)         | Pres. | Squadra           |
| -- | ---- | ---------------- | -------------------------- | ----- | ----------------- |
| 1  | P    | Nathan Coe       | 1º giugno 1984 (19 anni)   |       | Internazionale    |
| 2  | D    | Wayne Heath      | 28 aprile 1983 (20 anni)   |       | Brisbane Strikers |
| 3  | D    | Steve Pantelidis | 17 agosto 1983 (20 anni)   |       | Melbourne Knights |
| 4  | D    | Alex Wilkinson   | 13 agosto 1984 (19 anni)   |       | Northern Spirit   |
| 5  | D    | David Tarka      | 11 febbraio 1983 (20 anni) |       | Nottingham Forest |
| 6  | C    | Carl Valeri      | 14 agosto 1984 (19 anni)   |       | Internazionale    |
| 7  | A    | Spase Dilevski   | 13 maggio 1985 (18 anni)   |       | Rot-Weiss Essen   |
| 8  | C    | Mile Jedinak     | 3 agosto 1984 (19 anni)    |       | Varteks           |
| 9  | A    | Scott McDonald   | 21 agosto 1983 (20 anni)   |       | Wimbledon         |
| 10 | A    | Alex Brosque     | 12 ottobre 1983 (20 anni)  |       | Marconi Stallions |
| 11 | C    | Matt McKay       | 11 gennaio 1983 (20 anni)  |       | Brisbane Strikers |
| 12 | A    | Anthony Danze    | 15 marzo 1984 (19 anni)    |       | Perth Glory       |
| 13 | C    | Jonathan Richter | 12 aprile 1983 (20 anni)   |       | Northern Spirit   |
| 14 | C    | Massimo Murdocca | 2 settembre 1984 (19 anni) |       | South Melbourne   |
| 15 | C    | Vince Lia        | 18 marzo 1985 (18 anni)    |       | South Melbourne   |
| 16 | C    | Dustin Wells     | 31 maggio 1983 (20 anni)   |       | Wollongong Wolves |
| 17 | A    | Michael Baird    | 1º agosto 1983 (20 anni)   |       | Sydney Olympic    |
| 18 | P    | Tom Willis       | 4 novembre 1983 (20 anni)  |       | Newcastle United  |
| 19 | D    | Michael Thwaite  | 2 maggio 1983 (20 anni)    |       | Marconi Stallions |
| 20 | A    | Jobe Wheelhouse  | 14 aprile 1985 (18 anni)   |       | Newcastle United  |

### Brasile
Commissario tecnico: Marcos Paquetá
| N. | Pos. | Giocatore         | Data nascita (età)         | Pres. | Squadra             |
| -- | ---- | ----------------- | -------------------------- | ----- | ------------------- |
| 1  | P    | Fernando Henrique | 25 novembre 1983 (20 anni) |       | Fluminense          |
| 2  | D    | Dani Alves        | 6 maggio 1983 (20 anni)    |       | Sevilla             |
| 3  | D    | Alcides           | 13 marzo 1985 (18 anni)    |       | Vitória             |
| 4  | D    | Adaílton          | 16 aprile 1983 (20 anni)   |       | Vitória             |
| 5  | C    | Carlos Alberto    | 24 gennaio 1978 (25 anni)  |       | Figueirense         |
| 6  | D    | Dyego Coelho      | 22 marzo 1983 (20 anni)    |       | Corinthians         |
| 7  | A    | Daniel Carvalho   | 1º marzo 1983 (20 anni)    |       | Internacional       |
| 8  | C    | Dudu Cearense     | 15 aprile 1983 (20 anni)   |       | Vitória             |
| 9  | A    | Andrezinho        | 30 luglio 1983 (20 anni)   |       | Flamengo            |
| 10 | A    | Nilmar            | 14 luglio 1984 (19 anni)   |       | Internacional       |
| 11 | A    | Dagoberto         | 22 marzo 1983 (20 anni)    |       | Atlético-PR         |
| 12 | P    | Jefferson         | 2 gennaio 1983 (20 anni)   |       | Botafogo            |
| 13 | A    | Kléber            | 12 agosto 1983 (20 anni)   |       | São Paulo           |
| 14 | D    | Adriano Correia   | 26 ottobre 1984 (19 anni)  |       | Coritiba            |
| 15 | C    | Juninho           | 11 gennaio 1983 (20 anni)  |       | Atlético Mineiro    |
| 16 | C    | Jardel            | 27 gennaio 1983 (20 anni)  |       | Cruzeiro            |
| 17 | D    | Gabriel Santos    | 5 marzo 1983 (20 anni)     |       | Ponte Preta         |
| 18 | D    | Renato Silva      | 26 luglio 1983 (20 anni)   |       | Goiás               |
| 19 | C    | Fernandinho       | 4 maggio 1985 (18 anni)    |       | Atlético Paranaense |
| 20 | P    | Andrey            | 9 novembre 1983 (20 anni)  |       | Grêmio              |

### Canada
Commissario tecnico: Dale Mitchell
| N. | Pos. | Giocatore          | Data nascita (età)         | Pres.  | Squadra                 |
| -- | ---- | ------------------ | -------------------------- | ------ | ----------------------- |
| 1  | P    | Alim Karim         | 20 aprile 1983 (20 anni)   | 5 (0)  | Syracuse University     |
| 2  | D    | Winston Marshall   | 26 febbraio 1983 (20 anni) | 8 (0)  | Wright State University |
| 3  | C    | Nikolas Ledgerwood | 16 gennaio 1985 (18 anni)  | 5 (0)  | 1860 Munich             |
| 4  | D    | Kevin Harmse       | 4 luglio 1984 (19 anni)    | 12 (0) | Tromsø Idrettslag       |
| 5  | C    | Waldemar Dutra     | 20 febbraio 1983 (20 anni) | 9 (1)  | Osijek                  |
| 6  | D    | Andres Arango      | 23 aprile 1983 (20 anni)   | 3 (0)  | Montreal Impact         |
| 7  | C    | Jason DiTullio     | 6 gennaio 1984 (19 anni)   | 12 (0) | Montreal Impact         |
| 8  | C    | Gordon Chin        | 26 marzo 1983 (20 anni)    | 11 (1) | Vancouver Whitecaps     |
| 9  | A    | Iain Hume          | 30 ottobre 1983 (20 anni)  | 15 (5) | Tranmere Rovers         |
| 10 | A    | Wyn Belotte        | 6 maggio 1984 (19 anni)    | 11 (3) | Wisła Kraków            |
| 11 | A    | Chris Lemire       | 3 novembre 1983 (20 anni)  | 8 (2)  | Montreal Impact         |
| 12 | C    | Francesco Bruno    | 31 luglio 1984 (19 anni)   | 4 (0)  | Syracuse University     |
| 13 | C    | Atiba Hutchinson   | 8 febbraio 1983 (20 anni)  | 14 (0) | Öster                   |
| 14 | D    | David Edgar        | 19 maggio 1987 (16 anni)   | 4 (0)  | Newcastle United        |
| 15 | C    | Josh Simpson       | 15 maggio 1983 (20 anni)   | 12 (1) | University of Portland  |
| 16 | A    | Elliott Godfrey    | 22 febbraio 1983 (20 anni) | 4 (1)  | Watford                 |
| 17 | C    | Sita-Taty Matondo  | 28 dicembre 1984 (18 anni) | 12 (1) | Montreal Impact         |
| 18 | D    | Richard Asante     | 24 luglio 1984 (19 anni)   | 4 (0)  | Syracuse University     |
| 19 | P    | Tom Lindley        | 24 gennaio 1985 (18 anni)  | 2 (0)  | Sheffield United        |
| 20 | P    | Josh Wagenaar      | 26 febbraio 1985 (18 anni) | 2 (0)  | Hartwick College        |

### Repubblica Ceca
Commissario tecnico: Pavel Vrba
| N. | Pos. | Giocatore        | Data nascita (età)          | Pres. | Squadra             |
| -- | ---- | ---------------- | --------------------------- | ----- | ------------------- |
| 1  | P    | Michal Daněk     | 6 luglio 1983 (20 anni)     |       | Baník Ostrava       |
| 2  | D    | Václav Procházka | 8 maggio 1984 (19 anni)     |       | Viktoria Plzeň      |
| 3  | D    | Petr Knakal      | 1º febbraio 1983 (20 anni)  |       | Viktoria Plzeň      |
| 4  | D    | Roman Hubník     | 6 giugno 1984 (19 anni)     |       | Sigma Olomouc       |
| 5  | D    | Radek Dosoudil   | 20 giugno 1983 (20 anni)    |       | Sparta Prague       |
| 6  | C    | Tomáš Sivok      | 15 settembre 1983 (20 anni) |       | SK České Budějovice |
| 7  | D    | Milan Zachariáš  | 1º ottobre 1983 (20 anni)   |       | Slavia Prague       |
| 8  | C    | Martin Latka     | 28 settembre 1984 (19 anni) |       | Slavia Prague       |
| 9  | A    | Roman Bednář     | 26 marzo 1983 (20 anni)     |       | Mladá Boleslav      |
| 10 | A    | Emil Rilke       | 19 novembre 1983 (20 anni)  |       | SFC Opava           |
| 11 | C    | David Limberský  | 6 ottobre 1983 (20 anni)    |       | Viktoria Plzeň      |
| 12 | D    | Petr Šíma        | 25 febbraio 1983 (20 anni)  |       | Viktoria Plzeň      |
| 13 | A    | Pavel Fořt       | 26 giugno 1983 (20 anni)    |       | Slavia Prague       |
| 14 | C    | Jan Broschinský  | 1º settembre 1985 (18 anni) |       | Slovan Liberec      |
| 15 | C    | Jiří Bílek       | 4 novembre 1983 (20 anni)   |       | Chmel Blšany        |
| 16 | P    | Tomáš Grigar     | 1º febbraio 1983 (20 anni)  |       | Vítkovice           |
| 17 | C    | Ladislav Volešák | 7 aprile 1984 (19 anni)     |       | Sparta Prague       |
| 18 | C    | Milan Petržela   | 19 giugno 1983 (20 anni)    |       | Drnovice            |
| 19 | C    | Aleš Besta       | 10 aprile 1983 (20 anni)    |       | MŠK Žilina          |
| 20 | A    | Michal Hubník    | 1º giugno 1983 (20 anni)    |       | Sigma Olomouc       |

## Gruppo D

### Colombia
Commissario tecnico: Reinaldo Rueda
| N. | Pos. | Giocatore          | Data nascita (età)         | Pres. | Squadra                |
| -- | ---- | ------------------ | -------------------------- | ----- | ---------------------- |
| 1  | P    | Miguel Solis       | 7 aprile 1983 (20 anni)    |       | Cortuluá               |
| 2  | D    | José de la Cuesta  | 10 febbraio 1983 (20 anni) |       | Atlético Nacional      |
| 3  | D    | Javier Arizala     | 21 aprile 1984 (19 anni)   |       | Atlético Nacional      |
| 4  | D    | Pablo Pachón       | 8 ottobre 1983 (20 anni)   |       | Independiente Santa Fe |
| 5  | C    | Fredy Guarín       | 30 giugno 1986 (17 anni)   |       | Envigado               |
| 6  | D    | Andrés González    | 8 gennaio 1984 (19 anni)   |       | América de Cali        |
| 7  | A    | Edixon Perea       | 20 aprile 1984 (19 anni)   |       | Atlético Nacional      |
| 8  | C    | Harrison Otálvaro  | 28 febbraio 1986 (17 anni) |       | América de Cali        |
| 9  | A    | Jaime Alfonso Ruiz | 3 gennaio 1984 (19 anni)   |       | Cortuluá               |
| 10 | C    | Macnelly Torres    | 1º novembre 1984 (19 anni) |       | Junior Barranquilla    |
| 11 | C    | Víctor Montaño     | 1º maggio 1984 (19 anni)   |       | Millonarios            |
| 12 | P    | Héctor Landazuri   | 20 agosto 1983 (20 anni)   |       | Envigado               |
| 13 | D    | Cesar Fawcett      | 12 agosto 1983 (20 anni)   |       | Junior Barranquilla    |
| 14 | C    | Abel Aguilar       | 6 gennaio 1985 (18 anni)   |       | Deportivo Cali         |
| 15 | A    | Oscar Briceño      | 6 settembre 1985 (18 anni) |       | Deportes Tolima        |
| 16 | C    | Yulián Anchico     | 28 maggio 1984 (19 anni)   |       | Deportes Tolima        |
| 17 | C    | Jaime Castrillón   | 5 aprile 1983 (20 anni)    |       | Independiente Medellín |
| 18 | C    | Javier Araújo      | 26 dicembre 1984 (18 anni) |       | Once Caldas            |
| 19 | A    | Erwin Carrillo     | 25 giugno 1983 (20 anni)   |       | Unión Magdalena        |
| 20 | C    | Avimiled Rivas     | 17 ottobre 1984 (19 anni)  |       | Atlético Nacional      |

### Egitto
Commissario tecnico: Hassan Shehata
| N. | Pos. | Giocatore          | Data nascita (età)         | Pres. | Squadra              |
| -- | ---- | ------------------ | -------------------------- | ----- | -------------------- |
| 1  | P    | Sherif Ekramy      | 1º luglio 1983 (20 anni)   |       | Al Ahly              |
| 2  | D    | Amir Azmy          | 14 febbraio 1983 (20 anni) |       | El-Zamalek           |
| 3  | D    | Osama Ragab        | 15 aprile 1984 (19 anni)   |       | Aswan                |
| 4  | C    | Hosny Abd Rabo     | 1º novembre 1984 (19 anni) |       | Al-Ismaily           |
| 5  | D    | Mohamed El Zayat   | 3 dicembre 1983 (19 anni)  |       | Al Ahly              |
| 6  | D    | Morsy Abdel Latif  | 1º gennaio 1983 (20 anni)  |       | ENPPI Club           |
| 7  | C    | Ali Sakr           | 14 giugno 1983 (20 anni)   |       | Al Ahly              |
| 8  | D    | Ahmed Said         | 14 marzo 1983 (20 anni)    |       | Al-Ismaily           |
| 9  | A    | Rida Metwaly       | 25 febbraio 1983 (20 anni) |       | Baladeyet Al-Mahalla |
| 10 | A    | Ahmed Wahed        | 5 gennaio 1983 (20 anni)   |       | ENPPI Club           |
| 11 | D    | Ahmed Assem        | 6 agosto 1983 (20 anni)    |       | Haras El-Hodood      |
| 12 | C    | Mohamed Abdelwahab | 1º ottobre 1983 (20 anni)  |       | ENPPI Club           |
| 13 | C    | Ahmed Samir Farag  | 20 maggio 1986 (17 anni)   |       | Al Ahly              |
| 14 | C    | Ahmed Fathy        | 10 novembre 1984 (19 anni) |       | Al-Ismaily           |
| 15 | C    | Hany Said Ahmed    | 3 giugno 1983 (20 anni)    |       | Haras El-Hodood      |
| 16 | P    | Ali Farag          | 2 febbraio 1984 (19 anni)  |       | Haras El-Hodood      |
| 17 | A    | Emad Moteab        | 20 febbraio 1983 (20 anni) |       | Al Ahly              |
| 18 | A    | Islam Shokry       | 1º ottobre 1983 (20 anni)  |       | Al-Mokawloon al-Arab |
| 19 | D    | Karim Zekri        | 10 maggio 1985 (18 anni)   |       | Al-Masry             |

### Inghilterra
Commissario tecnico: Les Reed
| N. | Pos. | Giocatore         | Data nascita (età)          | Pres. | Squadra                |
| -- | ---- | ----------------- | --------------------------- | ----- | ---------------------- |
| 1  | P    | Andy Lonergan     | 19 ottobre 1983 (20 anni)   |       | Preston North End F.C. |
| 2  | C    | Ben Bowditch      | 19 febbraio 1984 (19 anni)  |       | Tottenham Hotspur      |
| 3  | C    | Chris Carruthers  | 19 agosto 1983 (20 anni)    |       | Northampton Town       |
| 4  | C    | David Fox         | 13 dicembre 1983 (19 anni)  |       | Manchester United      |
| 5  | D    | Steven Taylor     | 23 gennaio 1986 (17 anni)   |       | Newcastle United       |
| 6  | D    | Matthew Kilgallon | 8 gennaio 1984 (19 anni)    |       | Leeds United           |
| 7  | A    | Jerome Thomas     | 23 marzo 1983 (20 anni)     |       | Arsenal                |
| 8  | C    | Gary O'Neil       | 18 maggio 1983 (20 anni)    |       | Portsmouth             |
| 9  | A    | Michael Chopra    | 23 dicembre 1983 (19 anni)  |       | Newcastle United       |
| 10 | C    | Darren Carter     | 18 dicembre 1983 (19 anni)  |       | Birmingham City        |
| 11 | A    | James Milner      | 4 gennaio 1986 (17 anni)    |       | Leeds United           |
| 12 | D    | Andrew Taylor     | 1º agosto 1986 (17 anni)    |       | Middlesbrough          |
| 13 | P    | Ross Turnbull     | 4 gennaio 1985 (18 anni)    |       | Middlesbrough          |
| 14 | D    | Philip Ifil       | 18 novembre 1986 (17 anni)  |       | Tottenham Hotspur      |
| 15 | D    | Martin Cranie     | 26 settembre 1986 (17 anni) |       | Southampton            |
| 16 | D    | Jay McEveley      | 11 febbraio 1985 (18 anni)  |       | Blackburn Rovers       |
| 17 | A    | Lee Croft         | 21 giugno 1985 (18 anni)    |       | Manchester City        |
| 18 | C    | John Welsh        | 10 gennaio 1984 (19 anni)   |       | Liverpool              |
| 19 | A    | Eddie Johnson     | 20 settembre 1984 (19 anni) |       | Manchester United      |
| 20 | A    | Tommy Wright      | 28 settembre 1984 (19 anni) |       | Leicester City         |

### Giappone
Commissario tecnico: Kiyoshi Ōkuma
| N. | Pos. | Giocatore        | Data nascita (età)          | Pres. | Squadra              |
| -- | ---- | ---------------- | --------------------------- | ----- | -------------------- |
| 1  | P    | Eiji Kawashima   | 20 marzo 1983 (20 anni)     |       | Omiya Ardija         |
| 2  | C    | Yūhei Tokunaga   | 25 settembre 1983 (20 anni) |       | Waseda Univ.         |
| 3  | D    | Makoto Kakuda    | 10 luglio 1983 (20 anni)    |       | Kyoto Purple Sanga   |
| 4  | C    | Naoya Kikuchi    | 24 novembre 1984 (19 anni)  |       | Júbilo Iwata         |
| 5  | D    | Mitsuru Nagata   | 6 aprile 1983 (20 anni)     |       | Kashiwa Reysol       |
| 6  | C    | Yasuyuki Konno   | 25 gennaio 1983 (20 anni)   |       | Consadole Sapporo    |
| 7  | C    | Shō Naruoka      | 31 maggio 1984 (19 anni)    |       | Júbilo Iwata         |
| 8  | C    | Daigo Kobayashi  | 19 febbraio 1983 (20 anni)  |       | Tokyo Verdy 1969     |
| 9  | A    | Hiroto Mogi      | 2 marzo 1984 (19 anni)      |       | Sanfrecce Hiroshima  |
| 10 | A    | Daisuke Sakata   | 16 gennaio 1983 (20 anni)   |       | Yokohama F. Marinos  |
| 11 | A    | Yūtarō Abe       | 5 ottobre 1984 (19 anni)    |       | Yokohama F. Marinos  |
| 12 | P    | Masahiro Okamoto | 17 maggio 1983 (20 anni)    |       | JEF United Ichihara  |
| 13 | D    | Naoya Kondō      | 3 ottobre 1983 (20 anni)    |       | Kashiwa Reysol       |
| 14 | C    | Satoru Yamagishi | 3 maggio 1983 (20 anni)     |       | JEF United Ichihara  |
| 15 | C    | Norio Suzuki     | 14 febbraio 1984 (19 anni)  |       | FC Tokyo             |
| 16 | D    | Yūzō Kurihara    | 18 settembre 1983 (20 anni) |       | Yokohama F. Marinos  |
| 17 | A    | Yūji Unozawa     | 3 maggio 1983 (20 anni)     |       | Kashiwa Reysol       |
| 18 | C    | Tatsuya Yazawa   | 3 ottobre 1984 (19 anni)    |       | Kashiwa Reysol       |
| 19 | A    | Sōta Hirayama    | 6 giugno 1985 (18 anni)     |       | Kunimi H.S.          |
| 20 | C    | Kei Yamaguchi    | 11 giugno 1983 (20 anni)    |       | Nagoya Grampus Eight |

## Gruppo E

### Costa d'Avorio
Commissario tecnico: Mama Ouattara
| N. | Pos. | Giocatore          | Data nascita (età)          | Pres. | Squadra             |
| -- | ---- | ------------------ | --------------------------- | ----- | ------------------- |
| 1  | P    | Daniel Yeboah      | 13 novembre 1984 (19 anni)  |       | Bastia              |
| 2  | D    | Dan Ouehi          | 15 gennaio 1984 (19 anni)   |       | Stade Abidjan       |
| 3  | D    | Dacosta Goore      | 31 dicembre 1984 (18 anni)  |       | ASEC Abidjan        |
| 4  | D    | Ayi Ahyee          | 13 dicembre 1983 (19 anni)  |       | Stella Club         |
| 5  | D    | Arnaud Kouyo       | 8 aprile 1984 (19 anni)     |       | Lecce               |
| 6  | D    | Armand Mahan       | 9 luglio 1983 (20 anni)     |       | ASEC Mimosas        |
| 7  | C    | Jean-Jacques Gosso | 15 marzo 1983 (20 anni)     |       | Wydad Casablanca    |
| 8  | A    | Arouna Koné        | 11 novembre 1983 (20 anni)  |       | Roda JC             |
| 9  | A    | Antonin Koutouan   | 11 novembre 1983 (20 anni)  |       | Lorient             |
| 10 | C    | Raphael Yabre      | 11 aprile 1984 (19 anni)    |       | Stade Abidjan       |
| 11 | C    | Adolphe Tohoua     | 9 dicembre 1983 (19 anni)   |       | Lierse              |
| 12 | D    | Jean-Martial Kipré | 10 novembre 1984 (19 anni)  |       | Paris Saint-Germain |
| 13 | C    | Almamy Doumbia     | 25 ottobre 1983 (20 anni)   |       | Sambenedettese      |
| 14 | C    | Andre Saki         | 20 ottobre 1985 (18 anni)   |       | Stade Abidjan       |
| 15 | C    | Mohamed Cissé      | 26 settembre 1983 (20 anni) |       | Stade Beaucairois   |
| 16 | D    | Sol Bamba          | 13 gennaio 1985 (18 anni)   |       | Paris Saint-Germain |
| 17 | A    | Hervé Guy          | 5 agosto 1984 (19 anni)     |       | Bastia              |
| 18 | A    | François Zoko      | 13 settembre 1983 (20 anni) |       | Nancy               |
| 19 | C    | Kassiaty Labi      | 6 maggio 1984 (19 anni)     |       | Africa Sports       |
| 20 | P    | Drissa Touré       | 14 gennaio 1983 (20 anni)   |       | ASEC Mimosas        |

### Messico
Commissario tecnico: Eduardo Rergis
| N. | Pos. | Giocatore               | Data nascita (età)          | Pres. | Squadra       |
| -- | ---- | ----------------------- | --------------------------- | ----- | ------------- |
| 1  | P    | José Guadalupe Martínez | 12 gennaio 1983 (20 anni)   |       | Tecos UAG     |
| 2  | D    | Fernando López          | 7 febbraio 1984 (19 anni)   |       | Irapuato      |
| 3  | D    | Juan de la Barrera      | 17 marzo 1983 (20 anni)     |       | Irapuato      |
| 4  | D    | Joel Huiqui             | 18 febbraio 1983 (20 anni)  |       | Pachuca       |
| 5  | D    | Ricardo Jiménez         | 14 novembre 1984 (19 anni)  |       | Mérida        |
| 6  | D    | Fausto Pinto            | 8 agosto 1983 (20 anni)     |       | Pachuca       |
| 7  | D    | Adrián Cortés           | 19 novembre 1983 (20 anni)  |       | Cruz Azul     |
| 8  | C    | Juan Carlos Medina      | 22 agosto 1983 (20 anni)    |       | Atlas         |
| 9  | A    | Aldo de Nigris          | 22 luglio 1983 (20 anni)    |       | UANL Tigres   |
| 10 | C    | Francisco Torres        | 12 maggio 1983 (20 anni)    |       | América       |
| 11 | C    | Alvin Mendoza           | 27 luglio 1984 (19 anni)    |       | América       |
| 12 | P    | Jesús Urbina            | 3 maggio 1983 (20 anni)     |       | UANL Tigres   |
| 13 | C    | Jesús Palacios          | 7 febbraio 1983 (20 anni)   |       | UANL Tigres   |
| 14 | C    | Oscar Zea               | 26 gennaio 1983 (20 anni)   |       | Necaxa        |
| 15 | D    | Diego Cervantes         | 30 agosto 1984 (19 anni)    |       | América       |
| 16 | C    | Mario Ortiz             | 4 giugno 1983 (20 anni)     |       | Cruz Azul     |
| 17 | A    | David Costilla          | 15 febbraio 1984 (19 anni)  |       | Santos Laguna |
| 18 | C    | Juan José de la Cruz    | 7 aprile 1983 (20 anni)     |       | Atlas         |
| 19 | A    | Isaac Romo              | 23 marzo 1983 (20 anni)     |       | Club Tijuana  |
| 20 | C    | Ignacio Torres          | 25 settembre 1983 (20 anni) |       | América       |

### Irlanda
Commissario tecnico: Gerry Smith
| N. | Pos. | Giocatore       | Data nascita (età)          | Pres. | Squadra                |
| -- | ---- | --------------- | --------------------------- | ----- | ---------------------- |
| 1  | P    | Wayne Henderson | 16 settembre 1983 (20 anni) |       | Aston Villa            |
| 2  | D    | Seán Dillon     | 30 luglio 1983 (20 anni)    |       | Longford Town          |
| 3  | D    | Stephen Paisley | 28 luglio 1983 (20 anni)    |       | Longford Town          |
| 4  | D    | John Fitzgerald | 10 febbraio 1984 (19 anni)  |       | Blackburn Rovers       |
| 5  | D    | Stephen Kelly   | 6 settembre 1983 (20 anni)  |       | Tottenham Hotspur      |
| 6  | C    | Graham Ward     | 25 febbraio 1983 (20 anni)  |       | Kidderminster Harriers |
| 7  | C    | Willo Flood     | 10 aprile 1985 (18 anni)    |       | Manchester City        |
| 8  | C    | Keith Fahey     | 15 gennaio 1983 (20 anni)   |       | St. Patrick's Athletic |
| 9  | A    | Stephen Elliott | 6 gennaio 1984 (19 anni)    |       | Manchester City        |
| 10 | C    | Michael Foley   | 9 marzo 1983 (20 anni)      |       | Liverpool              |
| 11 | A    | Jon Daly        | 8 gennaio 1983 (20 anni)    |       | Stockport County       |
| 12 | C    | Glenn Whelan    | 13 gennaio 1984 (19 anni)   |       | Manchester City        |
| 13 | D    | Paddy McCarthy  | 31 maggio 1983 (20 anni)    |       | Manchester City        |
| 14 | C    | Darren Potter   | 21 dicembre 1984 (18 anni)  |       | Liverpool              |
| 15 | D    | Stephen Capper  | 28 febbraio 1983 (20 anni)  |       | Scarborough            |
| 16 | P    | Brian Murphy    | 7 maggio 1983 (20 anni)     |       | Swansea City           |
| 17 | A    | Kevin Doyle     | 18 settembre 1983 (20 anni) |       | Cork City              |
| 18 | C    | Liam Kearney    | 10 gennaio 1983 (20 anni)   |       | Cork City              |
| 19 | A    | Éamon Zayed     | 4 ottobre 1983 (20 anni)    |       | Bray Wanderers         |
| 20 | C    | David Bell      | 21 gennaio 1984 (19 anni)   |       | Rushden & Diamonds     |

### Arabia Saudita
Commissario tecnico:  Daniel Romeo
| N. | Pos. | Giocatore            | Data nascita (età)          | Pres. | Squadra     |
| -- | ---- | -------------------- | --------------------------- | ----- | ----------- |
| 1  | P    | Hamad Al-Suwilm      | 24 settembre 1983 (20 anni) |       | Al Ittifaq  |
| 2  | D    | Mesfer Al-Qahtani    | 15 gennaio 1984 (19 anni)   |       | Al Ittihad  |
| 3  | D    | Suliman Ambdu        | 18 gennaio 1983 (20 anni)   |       | Al Wahda    |
| 4  | C    | Mazen Al-Faraj       | 16 giugno 1984 (19 anni)    |       | Al-Hilal    |
| 5  | C    | Abdulatif Al-Ghanam  | 16 luglio 1985 (18 anni)    |       | Al Shabab   |
| 6  | C    | Abdullah Al-Dossari  | 1º febbraio 1983 (20 anni)  |       | Al Shabab   |
| 7  | C    | Abdulaziz Al-Saran   | 25 gennaio 1984 (19 anni)   |       | Al Shabab   |
| 8  | A    | Ahmed Al-Swaileh     | 14 maggio 1986 (17 anni)    |       | Al-Hilal    |
| 9  | A    | Naji Majrashi        | 2 febbraio 1982 (21 anni)   |       | Al Shabab   |
| 10 | A    | Essa Al-Mehyani      | 22 giugno 1983 (20 anni)    |       | Al Wahda    |
| 11 | C    | Ahmed Otaif          | 14 aprile 1983 (20 anni)    |       | Al Shabab   |
| 12 | D    | Khalid Al-Salamah    | 28 settembre 1984 (19 anni) |       | Al Nasr     |
| 13 | D    | Saad Al-Abouad       | 11 aprile 1984 (19 anni)    |       | Al Ittifaq  |
| 14 | P    | Tariq Al-Hargan      | 5 maggio 1984 (19 anni)     |       | Al Shabab   |
| 15 | C    | Abdoh Otaif          | 2 aprile 1984 (19 anni)     |       | Al Shabab   |
| 16 | C    | Mohammed Al-Mowallad | 17 febbraio 1983 (20 anni)  |       | Al Ahli     |
| 17 | D    | Salman Al-Khaldi     | 14 maggio 1983 (20 anni)    |       | Al Qadisiya |
| 18 | C    | Abdoh Hakami         | 14 giugno 1983 (20 anni)    |       | Al Qadisiya |
| 19 | D    | Osama Al-Muwallad    | 16 maggio 1984 (19 anni)    |       | Al Ittihad  |
| 20 | P    | Assaf Al-Qarni       | 2 aprile 1984 (19 anni)     |       | Al Wahda    |

## Gruppo F

### Germania
Commissario tecnico: Uli Stielike
| N. | Pos. | Giocatore          | Data nascita (età)        | Pres. | Squadra             |
| -- | ---- | ------------------ | ------------------------- | ----- | ------------------- |
| 1  | P    | Alexander Walke    | 6 giugno 1983 (20 anni)   |       | Werder Bremen       |
| 2  | D    | Christian Lell     | 29 agosto 1984 (19 anni)  |       | Bayern Munich       |
| 3  | D    | Alexander Meyer    | 19 ottobre 1983 (20 anni) |       | Bayer Leverkusen    |
| 4  | D    | Robert Huth        | 18 agosto 1984 (19 anni)  |       | Chelsea             |
| 5  | D    | Benjamin Wingerter | 25 marzo 1983 (20 anni)   |       | Schalke 04          |
| 6  | D    | Michael Rundio     | 21 gennaio 1983 (20 anni) |       | VfB Stuttgart       |
| 7  | C    | Piotr Trochowski   | 22 marzo 1984 (19 anni)   |       | Bayern Munich       |
| 8  | C    | Christian Schulz   | 1º aprile 1983 (20 anni)  |       | Werder Bremen       |
| 9  | A    | Sebastian Kneißl   | 13 gennaio 1983 (20 anni) |       | Chelsea             |
| 10 | C    | Ioannis Masmanidis | 9 marzo 1983 (20 anni)    |       | Bayer Leverkusen    |
| 11 | A    | Denni Patschinsky  | 26 agosto 1983 (20 anni)  |       | Viborg              |
| 12 | P    | Markus Gruenberger | 29 agosto 1984 (19 anni)  |       | Bayern Munich       |
| 13 | D    | Christian Pander   | 28 agosto 1983 (20 anni)  |       | Schalke 04          |
| 14 | D    | Malik Fathi        | 29 ottobre 1983 (20 anni) |       | Hertha BSC          |
| 15 | D    | Sofian Chahed      | 18 aprile 1983 (20 anni)  |       | Hertha BSC          |
| 16 | C    | Matthias Lehmann   | 28 maggio 1983 (20 anni)  |       | 1860 Munich         |
| 17 | C    | Dennis Bührer      | 13 marzo 1983 (20 anni)   |       | SC Freiburg         |
| 18 | C    | Patrick Milchraum  | 26 maggio 1984 (19 anni)  |       | Stuttgarter Kickers |
| 19 | A    | Erdal Kılıçaslan   | 23 agosto 1984 (19 anni)  |       | Bayern Munich       |
| 20 | A    | Alexander Ludwig   | 31 gennaio 1984 (19 anni) |       | Hertha BSC          |

### Corea del Sud
Commissario tecnico: Park Sung-wha
| N. | Pos. | Giocatore       | Data nascita (età)          | Pres. | Squadra                 |
| -- | ---- | --------------- | --------------------------- | ----- | ----------------------- |
| 1  | P    | Kim Young-kwang | 28 giugno 1983 (20 anni)    |       | Chunnam Dragons         |
| 2  | D    | Oh Beom-seok    | 29 luglio 1984 (19 anni)    |       | Pohang Steelers         |
| 3  | D    | Kim Chi-woo     | 11 novembre 1983 (20 anni)  |       | Chung-Ang University    |
| 4  | D    | Kim Chi-gon     | 29 luglio 1983 (20 anni)    |       | Anyang LG Cheetahs      |
| 5  | D    | Park Ju-sung    | 20 febbraio 1984 (19 anni)  |       | Suwon Samsung Bluewings |
| 6  | D    | Kim Jin-kyu     | 16 febbraio 1985 (18 anni)  |       | Chunnam Dragons         |
| 7  | C    | Lee Jong-min    | 1º settembre 1983 (20 anni) |       | Suwon Samsung Bluewings |
| 8  | C    | Lee Ho          | 22 ottobre 1984 (19 anni)   |       | Ulsan Hyundai Horangi   |
| 9  | A    | Jung Jo-gook    | 23 aprile 1984 (19 anni)    |       | Anyang LG Cheetahs      |
| 10 | A    | Choi Sung-kuk   | 8 febbraio 1983 (20 anni)   |       | Ulsan Hyundai Horangi   |
| 11 | C    | Cho Won-hee     | 17 aprile 1983 (20 anni)    |       | Gwangju Sangmu Phoenix  |
| 12 | P    | Sung Kyung-il   | 1º marzo 1983 (20 anni)     |       | Konkuk University       |
| 13 | C    | Namkung Woong   | 29 marzo 1984 (19 anni)     |       | Suwon Samsung Bluewings |
| 14 | C    | Kwon Jip        | 13 febbraio 1984 (19 anni)  |       | Suwon Samsung Bluewings |
| 15 | A    | Park Chu-young  | 10 luglio 1985 (18 anni)    |       | Cheonggu High School    |
| 16 | C    | Han Jae-woong   | 28 settembre 1984 (19 anni) |       | Busan I'Cons            |
| 17 | D    | Lim You-hwan    | 2 dicembre 1983 (19 anni)   |       | Kyoto Purple Sanga      |
| 18 | A    | Kim Dong-hyun   | 20 maggio 1984 (19 anni)    |       | Ōita Trinita            |
| 19 | D    | Yeo Hyo-jin     | 25 aprile 1983 (20 anni)    |       | Korea University        |
| 20 | C    | Lee Ho-jin      | 9 marzo 1983 (20 anni)      |       | Sungkyunkwan University |

### Paraguay
Commissario tecnico: Rolando Chilavert
| N. | Pos. | Giocatore          | Data nascita (età)          | Pres. | Squadra             |
| -- | ---- | ------------------ | --------------------------- | ----- | ------------------- |
| 1  | P    | Antony Silva       | 27 febbraio 1984 (19 anni)  |       | Club Libertad       |
| 2  | D    | Gilberto Velásquez | 11 marzo 1983 (20 anni)     |       | Club Guaraní        |
| 3  | D    | Víctor Hugo Mareco | 26 febbraio 1984 (19 anni)  |       | Brescia             |
| 4  | D    | Enrique Meza       | 28 novembre 1985 (17 anni)  |       | Sol de América      |
| 5  | D    | Ángel Martínez     | 9 ottobre 1983 (20 anni)    |       | Olimpia Asunción    |
| 6  | C    | Blas López         | 14 marzo 1984 (19 anni)     |       | Club Libertad       |
| 7  | A    | Erwin Ávalos       | 27 aprile 1983 (20 anni)    |       | Cerro Porteño       |
| 8  | C    | Édgar Barreto      | 15 luglio 1984 (19 anni)    |       | Cerro Porteño       |
| 9  | A    | Dante López        | 16 agosto 1983 (20 anni)    |       | Maccabi Haifa       |
| 10 | C    | Julio dos Santos   | 7 maggio 1983 (20 anni)     |       | Cerro Porteño       |
| 11 | D    | Ernesto Cristaldo  | 16 marzo 1984 (19 anni)     |       | Cerro Porteño       |
| 12 | P    | Marco Almeda       | 23 marzo 1984 (19 anni)     |       | Cerro Porteño       |
| 13 | C    | Édgar Benítez      | 22 aprile 1984 (19 anni)    |       | Cerro Porteño       |
| 14 | D    | Óscar Díaz         | 29 gennaio 1984 (19 anni)   |       | 12 de Octubre       |
| 15 | C    | Cristian Andersen  | 3 giugno 1984 (19 anni)     |       | Sportivo Luqueño    |
| 16 | C    | Andrés Pérez Matto | 7 febbraio 1984 (19 anni)   |       | Olimpia Asunción    |
| 17 | A    | Jesús Martínez     | 27 settembre 1983 (20 anni) |       | Sportivo Trinidense |
| 18 | A    | Nelson Romero      | 18 novembre 1984 (19 anni)  |       | San Lorenzo         |
| 19 | A    | Jorge Cáceres      | 16 giugno 1983 (20 anni)    |       | Colombia            |
| 20 | A    | Nelson Valdez      | 28 novembre 1983 (19 anni)  |       | Werder Bremen       |

### Stati Uniti d'America
Commissario tecnico:  Thomas Rongen
| N. | Pos. | Giocatore        | Data nascita (età)          | Pres. | Squadra                  |
| -- | ---- | ---------------- | --------------------------- | ----- | ------------------------ |
| 1  | P    | Steve Cronin     | 28 maggio 1983 (20 anni)    |       | Santa Clara Broncos      |
| 2  | D    | Zak Whitbread    | 4 marzo 1984 (19 anni)      |       | Liverpool                |
| 3  | C    | Justin Mapp      | 18 ottobre 1984 (19 anni)   |       | Chicago Fire             |
| 4  | D    | Chad Marshall    | 22 agosto 1984 (19 anni)    |       | Stanford Cardinal        |
| 5  | D    | Ryan Cochrane    | 8 agosto 1983 (20 anni)     |       | Santa Clara Broncos      |
| 6  | C    | Jordan Stone     | 16 marzo 1984 (19 anni)     |       | Dallas Burn              |
| 7  | A    | Eddie Johnson    | 31 marzo 1984 (19 anni)     |       | Dallas Burn              |
| 8  | D    | C. J. Klaas      | 23 agosto 1983 (20 anni)    |       | University of Washington |
| 9  | A    | Santino Quaranta | 14 ottobre 1984 (19 anni)   |       | D.C. United              |
| 10 | C    | Bobby Convey     | 27 maggio 1983 (20 anni)    |       | D.C. United              |
| 11 | C    | Ricardo Clark    | 10 febbraio 1983 (20 anni)  |       | MetroStars               |
| 12 | A    | Freddy Adu       | 2 giugno 1989 (14 anni)     |       | IMG Soccer Academy       |
| 13 | A    | Mike Magee       | 2 settembre 1984 (19 anni)  |       | MetroStars               |
| 14 | C    | Clint Dempsey    | 9 marzo 1983 (20 anni)      |       | Furman Paladins          |
| 15 | C    | David Johnson    | 16 gennaio 1984 (19 anni)   |       | Willem II                |
| 16 | D    | Drew Moor        | 15 gennaio 1984 (19 anni)   |       | Indiana Hoosiers         |
| 17 | A    | Knox Cameron     | 17 settembre 1983 (20 anni) |       | Michigan Wolverines      |
| 18 | P    | Ford Williams    | 20 febbraio 1984 (19 anni)  |       | North Carolina Tar Heels |
| 19 | C    | Ned Grabavoy     | 1º luglio 1983 (20 anni)    |       | Chicago Fire Premier     |
| 20 | D    | Jordan Harvey    | 28 gennaio 1984 (19 anni)   |       | UCLA Bruins              |